# コスモハイツ205
コスモハイツ205日本のYouTuberグループ。岩永達彦（大家）、しんいちの2人組。2020年8月19日に初投稿し、2024年12月9日時点で739本の動画を公開し、総再生回数が1.5億回を超えている。

## メンバー
2024年12月8日に松原が脱退。2024年現在、2人で活動中。
| 名前               | 生年月日               | 身長  | 体重 | メンバーカラー | 備考     |
| ------------------ | ---------------------- | ----- | ---- | -------------- | -------- |
| 岩永達彦           | 1993年1月4日（32歳）。 | 166cm | kg   | 赤             | リーダー |
| しんいち           | ????年2月24日。        | 185cm | kg   | 青             |          |
| 松原（元メンバー） | ????年10月7日。        | cm    | kg   | 緑             |          |

## 来歴
2020年7月30日に初投稿。活動当初岩永はお面をつけ大家さんという名で活動。2022年6月7日雨来ズ。のチャンネルにて大家さんが岩永であることを発表した。2024年エンタべバー「バーコスモ」をオープン。同年7月21日、バー従業員により130万円が持ち逃げされる。8月29日岩永が脳梗塞が見つかったことを報告。11月1日しんいちが飛び降り腰椎破裂骨折。2024年12月7日、メンバーの松原の脱退を発表。翌日8日新たにサブチャンネルも開設。
チャンネルの登録者数は2022年7月21日10万人突破。